# Caroline Dubois
Pour les articles homonymes, voir Dubois.
Caroline Dubois est une poétesse et danseuse française, née en 1960 à Paris.
Historienne de l'art, Caroline étant d'une grande pédagogie, elle enseigne dans de nombreuses écoles avec passion, sachant toujours trouver les mots afin de convaincre son auditoire.
Après un livre coécrit avec Anne Portugal, elle publie son premier livre, Je veux être physique, en 2000. La critique apprécie son écriture dont « la sobriété est parfois chavirée par de légers accents lyriques ».

## Œuvres
- La Réalité en face/la quoi ? (avec Anne Portugal), Al Dante, 1999
- Je veux être physique, Farrago, 2000
- Arrête maintenant, éditions l'Attente, 2001[3]
- Summer is ready when you are (avec Françoise Quardon et Jean-Pierre Rehm), Joca Seria, 2002
- Pose-moi une question difficile, 2002
- Malécot, Éditions contrat maint, 2003
- Le rouge c'est chaud, Vacarme, 2004
- Niente, Vacarme, 2004[4]
- C'est toi le business, P.O.L., 2005
- Comment ça je dis pas dors, P.O.L., 2009